# Zespół Klippla-Trénaunaya

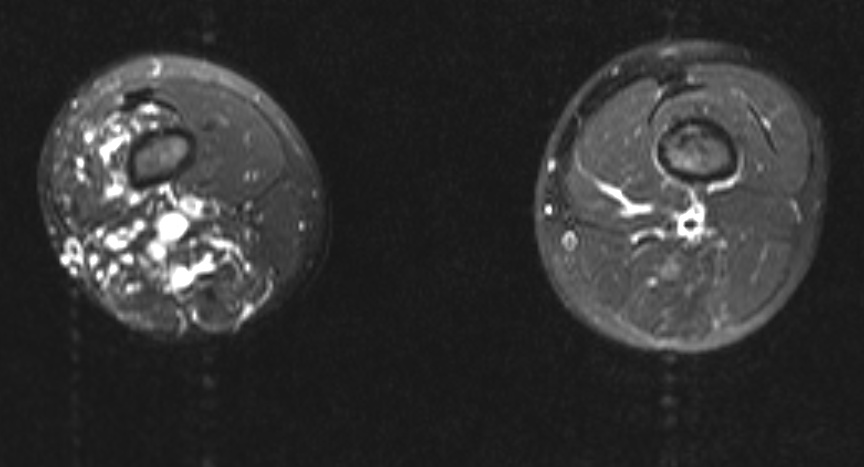
MRI prawej kończyny górnej u pacjentki z rozpoznaniem zespołu Parkesa Webera

Zespół Klippla i Trénaunaya (zespół Klippla-Trénaunaya-Webera, ang. Klippel Trenaunay Weber syndrome, KTWS, KTS) – zespół wad wrodzonych, związany z malformacjami naczyniowymi, charakteryzujący się następującymi cechami:
- przerost kości i tkanek miękkich, zwłaszcza w obrębie kończyn dolnych
- rozległe żylaki jednej kończyny dolnej
- naczyniaki obejmujące zmienioną chorobowo kończynę.

Odmianą tej jednostki chorobowej jest zespół Parkesa Webera (przez niektórych nie jest wyróżniany, używana jest nazwa zespół Klippla-Trénaunaya-Webera), w którym oprócz powyższych cech stwierdza się liczne przetoki tętniczo-żylne.
Etiologia choroby nie jest znana. Podejrzewane jest tło genetyczne.
W diagnostyce stosowane są:
- ultrasonografia dopplerowska naczyń
- flebografia
- angiografia tradycyjna, jak również badanie angio-TK i angio-MRI.

W leczeniu stosuje się leczenie objawowe. Należy skorygować różną długość kończyn (poprzez stosowanie wkładek korekcyjnych lub operacyjne wydłużenie kości kończyny zdrowej).
Występowanie choroby predysponuje do rozwoju zatorowości płucnej.